# Браніштя (Джурджу)
Браніштя (рум. Braniștea) — село у повіті Джурджу в Румунії. Входить до складу комуни Ойнаку.
Село розташоване на відстані 52 км на південь від Бухареста, 9 км на північний схід від Джурджу.

## Населення
За даними перепису населення 2002 року у селі проживали 1883 особи, усі — румуни. Усі жителі села рідною мовою назвали румунську.